# Kanton Le Robert-2 Nord
Der Kanton Le Robert-2 Nord war ein Kanton im französischen Übersee-Département Martinique im Arrondissement La Trinité. Er umfasste einen Teil der Gemeinde Le Robert.
Vertreter im Generalrat des Départements war seit 1992 Belfort Birota.